# Санеба
Санеба — река в России, протекает по Комсомольскому, Ивановскому и Тейковскому районам Ивановской области. Устье реки находится в 45 км от устья Ухтохмы по левому берегу. Длина реки — 36 км, площадь водосборного бассейна — 238 км².

## Данные водного реестра
По данным государственного водного реестра России относится к Окскому бассейновому округу, водохозяйственный участок реки — Уводь от истока и до устья, речной подбассейн реки — Бассейны притоков Оки от Мокши до впадения в Волгу. Речной бассейн реки — Ока.
Код объекта в государственном водном реестре — 09010301012110000033106.